# Кундызды (аул)
Кундызды (каз. Құндызды, до 1999 г. — Парамоновка) — аул в Улькен Нарынском районе Восточно-Казахстанской области Казахстана. Входит в состав Новохайрузовского сельского округа. Код КАТО — 635455300.

## Население
В 1999 году население аула составляло 221 человек (106 мужчин и 115 женщин). По данным переписи 2009 года, в ауле проживало 117 человек (61 мужчина и 56 женщин).

## Известные жители и уроженцы
- Байсемизов, Муса (1879—1969) — Герой Социалистического Труда.
- Керейтбаев, Дуйсенбай (1885—1965) — Герой Социалистического Труда.
- Нугымаров, Айбек — Титулованный борец Курес (род. 3 июня 1987 — настоящее время).